# Pyrausta umun
Pyrausta umun is een vlinder uit de familie van de grasmotten (Crambidae), uit de onderfamilie van de Pyraustinae. De wetenschappelijke naam van deze soort is voor het eerst voorgesteld door Muhabbet Kemal en Ahmet Ömer Koçak in een publicatie uit 2020.
De soort komt voor in het Russische Verre Oosten.